# Wonorejo (Marpoyan Damai)
Wonorejo is een bestuurslaag in het regentschap Pekanbaru van de provincie Riau, Indonesië. Wonorejo telt 13.708 inwoners (volkstelling 2010).